# Кутова модуляція
Кутова модуляція це вид аналогової модуляції. Ця техніка основана на додаванні кута (або фази) опорного сигналу до даних що передаються.
Це є протилежним до використання змінної амплітуди опорного сигналу, як це здійснюється при амплітудній модуляції.
Кутова модуляція це модуляція при якій кут синусної хвилі носія змінюється за допомогою модулюючої хвилі. Частотна модуляція (FM) і фазова модуляція (PM) є двома основними типами кутової модуляції.
Частотна модуляція сигналу призводить до зміни частоти опорного сигналу. Ці зміни контролюються як частотною так і амплітудною модуляцією хвилі.
При фазовій модуляції фаза опорного сигналу контролюється за допомогою модуляції форми хвилі.